# Thomas Huschbeck
Thomas Huschbeck (* 17. Dezember 1967 in Köln) ist ein ehemaliger deutscher Fußballspieler. Huschbeck absolvierte insgesamt 31 Spiele in der Fußball-Bundesliga. 1992 wurde der Abwehrspieler mit Borussia Mönchengladbach DFB-Vize-Pokalsieger.

## Laufbahn
Der 1,85 m große Abwehrspieler kam 1986 über die Stationen FC Pesch, 1. FC Köln und TuS Höhenhaus in die Amateurabteilung von Borussia Mönchengladbach. Der damalige Cheftrainer am Bökelberg, Wolf Werner, setzte den Amateur am letzten Spieltag der Saison 1987/88, am 21. Mai 1988, bei der 2:5-Niederlage beim 1. FC Kaiserslautern erstmals in der Bundesliga ein. Er wurde als Vorstopper in der 42. Minute für Thomas Herbst eingewechselt. Zur Saison 1989/90 wurde er aus der Amateurelf in den Lizenzkader übernommen. Ab dem 22. November 1989 übernahm Gerd vom Bruch die Trainingsleitung am Niederrhein. Am Rundenende hatte Huschbeck elf Ligaspiele bestritten. Sein bestes Jahr erlebte der Defensivspieler in der Saison 1991/92. Mönchengladbach belegte in der 20er-Staffel der Bundesliga den 13. Platz und Huschbeck war unter den Trainern vom Bruch (bis 25. September 1991 im Amt) und Jürgen Gelsdorf in 13 Spielen für die Bökelberg-Elf aufgelaufen. Vor Saisonbeginn waren die Neuzugänge Holger Fach, Horst Steffen und Joachim Stadler zur Borussia gekommen und während der Rückrunde realisierte Manager Rolf Rüssmann zusätzlich den Transfer des Angreifers Martin Dahlin. Am 16. Mai hatte Mönchengladbach das letzte Rundenspiel mit 2:3 Toren bei Wattenscheid 09 verloren. Im DFB-Pokal 1991/92 kam Huschbeck im Halbfinalspiel am 7. April 1992 gegen Bayer 04 Leverkusen zum Einsatz. Das Spiel endete 2:2-Remis nach Verlängerung. Das Elfmeterschießen entschied Torhüter Uwe Kamps mit vier gehaltenen Elfmetern, Gladbach zog mit einem 2:0-Erfolg in das Finale ein. Das Endspiel fand am 23. Mai 1992 in Berlin gegen den Zweitligisten Hannover 96 statt. Wiederum war die BMG-Defensive vor Torhüter Kamps mit Libero Fach und den Verteidigern Thomas Kastenmaier, Michael Klinkert und Huschbeck formiert. Huschbeck wurde ab der zweiten Halbzeit durch Stadler ersetzt. Nach einem 0:0-Remis nach Verlängerung setzte sich Hannover im Elfmeterschießen mit 4:3 Toren durch. 
Zur Runde 1992/93 schloss er sich Fortuna Düsseldorf in der 2. Fußball-Bundesliga an. Die Fortuna stieg in das Amateurlager ab und Huschbeck hatte 14 Zweitligaspiele absolviert. Danach setzte er seine aktive Spielerlaufbahn noch im Amateurbereich bei den Vereinen Germania Teveren und SSV Körrenzig fort.
Thomas Huschbeck ist verheiratet und Vater einer Tochter.

## Stationen als Spieler
- 1987–1992: Borussia Mönchengladbach
- 1992–1993: Fortuna Düsseldorf
- 1993–1998: Germania Teveren
- 1998–2000: SSV Körrenzig

| Personendaten    | Personendaten            |
| ---------------- | ------------------------ |
| NAME             | Huschbeck, Thomas        |
| KURZBESCHREIBUNG | deutscher Fußballspieler |
| GEBURTSDATUM     | 17. Dezember 1967        |
| GEBURTSORT       | Köln                     |